# 小林晴夫
小林 晴夫（こばやしはるお、1921年2月23日 - 2009年6月29日）は、日本の工学者・化学者。工学博士。元室蘭工業大学学長・同名誉教授。北海道大学名誉教授。東京都出身。

## 来歴
1944年（昭和19年）北海道帝国大学工学部卒業。北海道大学大学院工学研究科博士課程修了。1947年（昭和22年）北海道大学工学部講師。1948年（昭和23年）同工学部助教授。1960年（昭和35年）同工学部教授。1983年（昭和58年）北海道大学退官。同名誉教授。1983年（昭和58年）室蘭工業大学理事・室蘭工業大学8代学長に就任。1991年（平成3年）室蘭工業大学退官。北海道武蔵女子短期大学学長に就任。1998年（平成10年）同学長を退任し、終身理事。2009年6月29日、敗血症と胆嚢炎のため死去。墓所は多磨霊園(11-1-19)
公職としては、室蘭市総合計画審議会会長や室蘭市地域産業振興懇話会座長などを務めた。

## 研究領域
- 化学反応工学を専門とする。

## エピソード
- 園芸・絵画鑑賞・ゴルフ・アウトドアスポーツなど多趣味で知られ、学生時代はアイスホッケーの選手だった。
- 1960年（昭和35年）、北海道大学にて日本で初めて化学反応工学講義を開講。
- 室蘭市の産学連携の町おこしに積極的だったという。

## 受賞歴
- 日本化学会賞（1984年）
- 北海道科学技術賞（1992年）
- 勲二等旭日重光章（1997年）

## 著書
- 『触媒装置および設計(触媒工学講座3)』（地人書館, 1965年）